# Kamrat i svarta spetsar
Kamrat i svarta spetsar (engelska: The Iron Petticoat) är en brittisk-amerikansk komedifilm från 1956 i regi av Ralph Thomas.

## Rollista i urval
- Bob Hope - major Chuck Lockwood
- Katharine Hepburn - kapten Vinka Kovelenko
- James Robertson Justice - överste Sklarnoff
- Robert Helpmann -  Ivan Kropotkin
- David Kossoff - doktor Anton Dubratz
- Alan Gifford - överste Newt Tarbell
- Nicholas Phipps - Tony Mallard
- Paul Carpenter - major Lewis
- Sid James -  Paul
- Alexander Gauge - senator Howle
- Richard Wattis - underklädesexpediten
- Tutte Lemkow - Sutsiyawa